# Hypsirhynchus
Hypsirhynchus es un género de serpientes de la subfamilia Dipsadinae. Sus especies son endémicas de las Antillas.

## Especies
Se reconocen las siguientes:
- Hypsirhynchus ater (Gosse, 1851)
- Hypsirhynchus callilaemus (Gosse, 1851)
- Hypsirhynchus ferox Günther, 1858
- Hypsirhynchus funereus (Cope, 1862)
- Hypsirhynchus melanichnus (Cope, 1862)
- Hypsirhynchus parvifrons (Cope, 1862)
- Hypsirhynchus polylepis (Buden, 1966)
- Hypsirhynchus scalaris Cope, 1863